# Ebene am Mittel- und Unterlauf des Jangtsekiang
Die Ebene am Mittel- und Unterlauf des Jangtsekiang (长江中下游平原,  Cháng Jiāng Zhōng Xiàyóu Píngyuán) besteht aus mehreren größeren und kleineren Ebenen, die sich entlang des Jangtsekiang von seinen Drei Schluchten flussabwärts in Richtung Osten befinden.
Der Nordteil der Ebene liegt südlich des Huaiyang-Hügellandes und der Huanghuai-Ebene, der Südteil nördlich des Jiangnan-Hügellandes und des Zhejiang-Fujian-Hügellandes. Sie besteht aus Anschwemmungen des Jangtsekiang sowie seiner Nebenflüsse. Sie hat eine Fläche von ca. 200.000 Quadratkilometern.
Die Ebene erstreckt sich über mehrere Provinzen: den Osten der Provinz Hubei, den Norden Hunans, Süd-Anhui, Nord-Jiangxi, Nord-Zhejiang, einen Großteil von Jiangsu  und die Stadt Shanghai. Es ist die größte der drei großen chinesischen Ebenen.
Die Ebene am Mittel- und Unterlauf des Jangtsekiang setzt sich aus vier Teilen zusammen: am Mittellauf des Jangtsekiang liegen (1.) die Lianghu-Ebene (im Süden der Provinz Hubei und im Norden der Provinz Hunan) und (2.) die Poyang-Ebene um den Poyang-See in der Provinz Jiangxi; am Unterlauf des Jangtsekiang liegen (3.) die Zentral-Anhui-Ebene in der Mitte der Provinz Anhui und (4.) das Jangtsekiang-Delta zwischen den Provinzen Jiangsu und Zhejiang.
Die dicht bevölkerte Ebene ist relativ flach und sie liegt zum größten Teil tiefer als fünfzig Meter. Das Hügelland in ihrem Süden und Norden geht in Bergketten der Gebirge Lu Shan, Huang Shan, Tianmu Shan und Dabie Shan über. Weil es in ihr zahlreiche Seen und Flüsse gibt – die großen Süßwasserseen Dongting Hu, Poyang Hu, Tai Hu, Chao Hu und Hong Hu befinden sich in ihr – wird sie auch das „Land der Flüsse und Seen“ (Shuixiang zeguo) genannt.
Der Boden der Ebene ist sehr fruchtbar, sie zählt zu den wichtigsten Anbaugebieten in China. Es wird Reis, Baumwolle, Weizen, Raps angebaut und Seidenraupenzucht betrieben, Wasserprodukte sind Fische, Krebse, Wassernüsse, Lotossamen und -wurzeln sowie Schilf.
Wichtige Städte sind Hangzhou, Hefei, Nanchang, Nanjing, Shanghai und Wuhan.